# فئودور اوخلوپکف

فئودور ماتویویچ اوخلوپکف (به روسی: Фё́дор Матве́евич Охло́пков) از موثرترین تک‌تیراندازان ارتش سرخ در جریان نبرد استالینگراد بوده‌است.
او در ۲ مارس ۱۹۰۸ در خانواده‌ای روستایی در یاقوتستان، شمال روسیه متولد شد. تا قبل از جنگ او در یک مزرعه کلخوز بعنوان گرداننده ماشین‌آلات، معدنچی و شکارچی مشغول به کار بود. در سال ۱۹۴۱ پس از اشغال خاک شوروی بدست نیروهای محور، اوخلوپکف همراه با برادرش به ارتش سرخ پیوست و به جبهه‌های جنگ در جنوب غربی روسیه رفت. برادرش در اوایل جنگ کشته شد.
تخمین زده می‌شود که آمار کشتار وی حدود ۵۰۰ نفر (از سربازان ارتش ورماخت) باشد، که فقط ۴۲۹ نفر از این رقم تأیید شده هستند.
او در ۲۸ مه ۱۹۶۸ به دلیل جراحات زیادی که در طول جنگ متحمل شده بود در سن ۵۹ سالگی درگذشت.
فئودور اوخلوپکف همراه با میخائیل سورکف (۷۰۲ نفر)، سیمو هایها (۵۰۵ نفر) ، واسیلی زایتسف (۴۰۰ نفر) و عبدالرسول زرین (۷۰۰ نفر) از مشهورترین تک تیراندازن جهان به‌شمار می‌روند.